# Chaetothyrium concinnum
Chaetothyrium concinnum är en svampart som beskrevs av Syd. 1926. Chaetothyrium concinnum ingår i släktet Chaetothyrium och familjen Chaetothyriaceae.   Inga underarter finns listade i Catalogue of Life.